# 北村亘 (鳥類学者)
北村 亘（きたむら わたる、1979年（昭和54年）7月8日 - ）は、日本の鳥類学者。東京都市大学環境学部環境創生学科准教授。学位は東京大学博士（農学）。日本生態学会および日本鳥学会 正会員。特定非営利活動法人リトルターン・プロジェクト代表。

## 略歴
- 2003年 - 国際基督教大学教養学部 卒業[1]
- 2011年 - 東京大学農学生命科学研究科博士課程 修了[1]

## 主要論文
- A. Bonisoli-Alquati, K. Koyama, D. J. Tedeschi, W. Kitamura, H. Sukuzi, S. Ostermiller, E. Arai, A. P. Møller & T. A. Mousseau.(2015)”Abundance and genetic damage of barn swallows from Fukushima”. SCIENTIFIC REPORTS 9432(5). doi:10.1038/srep09432.
- 小堀 洋美, 桜井良, 北村 亘「私有地の緑を活かしたコミュニティづくり―横浜市の「みどり税」を活用した行政・地区・大学との協働による試み」『環境情報科学 』
- 屋地 康平, 松木 吏弓, 北村 亘, 畔柳 俊幸, 足立 和郞「ペリットのDNA 解析が明らかにしたハシブトガラスの シリコーン採食」『日本鳥学会誌』第62巻第1号、日本鳥学会、2013年04月、45-51頁、doi:10.3838/jjo.62.45

## 書籍
- 『ツバメの謎: ツバメの繁殖行動は進化する!?』単著 誠文堂新光社 2015年2月12日 ISBN 978-4416114094